# Episodi di Casualty (decima stagione)
La decima stagione della serie televisiva Casualty è stata trasmessa in anteprima nel Regno Unito da BBC One tra il 16 settembre 1995 e il 24 febbraio 1996.
| nº | Titolo originale          | Titolo italiano | Prima TV UK       | Prima TV Italia |
| -- | ------------------------- | --------------- | ----------------- | --------------- |
| 1  | Family Values             |                 | 16 settembre 1995 |                 |
| 2  | Money for Nothing         |                 | 23 settembre 1995 |                 |
| 3  | Sacrifice                 |                 | 30 settembre 1995 |                 |
| 4  | Outside Bulawayo          |                 | 7 ottobre 1995    |                 |
| 5  | Halfway House             |                 | 14 ottobre 1995   |                 |
| 6  | Compensation              |                 | 21 ottobre 1995   |                 |
| 7  | Turning Point             |                 | 28 ottobre 1995   |                 |
| 8  | Battling On               |                 | 4 novembre 1995   |                 |
| 9  | Hit and Run               |                 | 11 novembre 1995  |                 |
| 10 | When All Else Fails       |                 | 18 novembre 1995  |                 |
| 11 | Release                   |                 | 25 novembre 1995  |                 |
| 12 | Bringing It All Back Home |                 | 2 dicembre 1995   |                 |
| 13 | All's Fair                |                 | 9 dicembre 1995   |                 |
| 14 | Shame the Devil           |                 | 16 dicembre 1995  |                 |
| 15 | Lost Boys                 |                 | 23 dicembre 1995  |                 |
| 16 | Castles in the Air        |                 | 30 dicembre 1995  |                 |
| 17 | We Shall Overcome         |                 | 6 gennaio 1996    |                 |
| 18 | Land of Hope              |                 | 13 gennaio 1996   |                 |
| 19 | For Your Own Good         |                 | 20 gennaio 1996   |                 |
| 20 | Asking for Miracles       |                 | 27 gennaio 1996   |                 |
| 21 | Subject to Contract       |                 | 3 febbraio 1996   |                 |
| 22 | Cheatin' Hearts           |                 | 10 febbraio 1996  |                 |
| 23 | That Way Lies Ruin        |                 | 17 febbraio 1996  |                 |
| 24 | Night Moves               |                 | 24 febbraio 1996  |                 |